# Dorcadion meschniggi
Dorcadion meschniggi är en skalbaggsart som beskrevs av Breit 1928. Dorcadion meschniggi ingår i släktet Dorcadion och familjen långhorningar. Inga underarter finns listade i Catalogue of Life.